# Stesilea borneotica
Stesilea borneotica är en skalbaggsart som beskrevs av Stefan von Breuning och De Jong 1941. Stesilea borneotica ingår i släktet Stesilea och familjen långhorningar. Inga underarter finns listade i Catalogue of Life.